# Annet Mahendru
Annet Mahendru (* 21. August 1989) ist eine US-amerikanische Schauspielerin.

## Leben und Karriere
Annet Mahendru ist die Tochter einer Russin und eines in Afghanistan geborenen Inders. Sieben Jahre ihrer Kindheit verbrachte sie in Russland. Weil sie ihre Kindheit und Jugend in einer Vielzahl von Ländern verbrachte, spricht sie neben Englisch noch Deutsch, Russisch, Französisch, Persisch und Hindi. Ihren Schulabschluss machte sie in New York. An der St. John’s University erwarb sie den Bachelor of Arts in Englisch.
Ihre Fernsehkarriere begann Annet Mahendru mit mehreren Gastauftritten in Fernsehserien, unter anderem in Conviction und Entourage, sowie mit Rollen in Kurzfilmen. 2011 erschien sie in jeweils einer Folge von Big Time Rush und 2 Broke Girls. Seit Januar 2013 hat sie die Rolle der Nina in der FX-Serie The Americans neben Keri Russell und Matthew Rhys inne. In der ersten Staffel gehörte ihre Rolle noch zur Nebenbesetzung, für die zweite wurde diese zu einer Hauptrolle ausgebaut. Durch diese Rolle erlangte sie auch Bekanntheit in den Vereinigten Staaten. 2013 war Mahendru in zwei Folgen der Serie The Blacklist sowie in der Serie White Collar zu sehen.

## Filmografie (Auswahl)
- 2006: Love Monkey (Fernsehserie, Folge 1x04)
- 2006: Conviction (Fernsehserie, Folge 1x12)
- 2007: Entourage (Fernsehserie, Folge 4x12)
- 2010: Duel of the Overmen (Kurzfilm)
- 2011: Torchwood: Web of Lies (Fernsehserie, Folge 1x01)
- 2011: Big Time Rush (Fernsehserie, Folge 2x22)
- 2011: 2 Broke Girls (Fernsehserie, Folge 1x12)
- 2011: Missed Call (Kurzfilm)
- 2012: Mike & Molly (Fernsehserie, Folge 3x01)
- 2012: Got Rights? (Kurzfilm)
- 2013: The Blacklist (Fernsehserie, 2 Folgen)
- 2013–2016: The Americans (Fernsehserie, 35 Folgen)
- 2013: White Collar (Fernsehserie, Folge 5x06)
- 2013: Escape from Tomorrow
- 2014: Grey’s Anatomy (Fernsehserie, Folge 11x4)
- 2015: The Following (Fernsehserie, 2 Folgen)
- 2016: Akte X – Die unheimlichen Fälle des FBI (The X-Files, Fernsehserie, Folge 10x01)
- 2018: Pretty Bad Actress
- 2018: Lethal Weapon (Fernsehserie, Folge 3x05)
- 2018: The Romanoffs (Fernsehserie, Folge 1x07)
- 2020: Prodigal Son – Der Mörder in Dir (Prodigal Son, Fernsehserie, Folge 1x18)
- 2020–2021: The Walking Dead: World Beyond (Fernsehserie, 18 Folgen)
- 2022: Off the Grid – Wie weit würdest du gehen? (Manifest West)
- 2022: Father Stu